# Skeleton aux Jeux olympiques de 2010
Vous lisez un « bon article » labellisé en 2010.
Navigation
Turin 2006 Sotchi 2014
Les épreuves de skeleton aux Jeux olympiques d'hiver de 2010 se déroulent les 18 et 19 février 2010 au Centre des sports de glisse de Whistler dans la station de sports d'hiver de Whistler en Colombie-Britannique (Canada). Après avoir été programmé deux fois aux Jeux olympiques, en 1928 et en 1948, le skeleton a attendu les Jeux de 2002 pour être programmé de nouveau.
Le Centre des sports de glisse de Whistler, composé de seize virages sur une longueur de 1 395 mètres avec des vitesses maximales atteignant les 140 km/h, accueille donc les deux épreuves. Le résultat est connu après les quatre passages de chaque participant.
Les deux premiers passages se déroulent le 18 février et les deux derniers le lendemain. Le Canadien Jon Montgomery et la Britannique Amy Williams remportent le titre olympique, inscrivant pour la première fois leurs noms au palmarès. La seule nation remportant deux médailles est l'Allemagne avec Kerstin Szymkowiak et Anja Huber qui remportent respectivement la médaille d'argent et de bronze dans l'épreuve féminine.

## Avant l'épreuve olympique

### Qualifications des athlètes

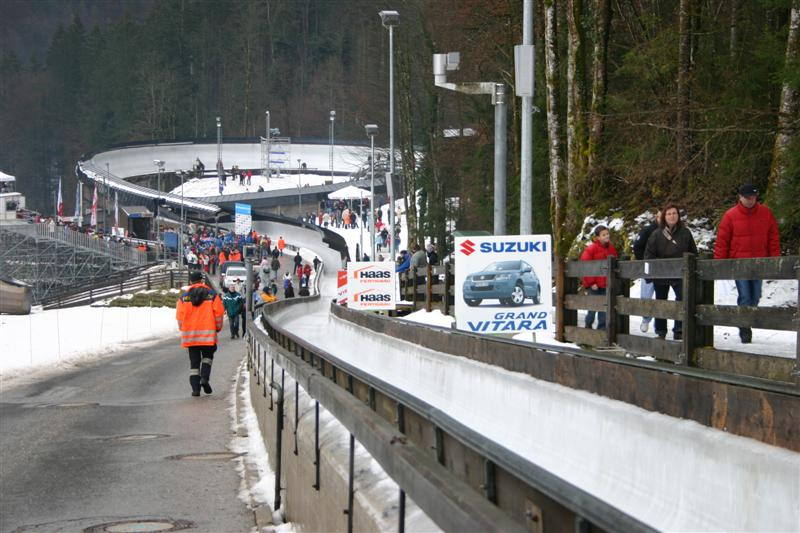
La piste de Königssee accueille l'une des étapes de la coupe du monde, une des compétitions qui permet d'établir un classement mondial.

À l'instar des autres sports olympiques, la fédération internationale dudit sport (la FIBT) et les comités nationaux olympiques ont décidé en commun du système de qualification des athlètes pour les épreuves olympiques. La FIBT fournit la liste des athlètes potentiellement sélectionnables aussi bien chez les hommes que chez les femmes, puis c'est chaque comité national olympique qui lui arrête sa liste des athlètes pouvant prendre part à l'épreuve olympique. Ainsi, certains athlètes ayant réussi à obtenir des résultats leur permettant de s'y qualifier ne sont pas retenus en raison des critères imposés par leurs propres comités olympiques.
La phase de qualification prend fin le 17 janvier 2010 lors des épreuves de coupe du monde de Saint-Moritz. La FIBT dresse alors un classement mondial des athlètes ayant pris part à une compétition organisée par celle-ci : coupe du monde, coupe d'Europe, coupe intercontinentale et coupe de l'Amérique sont prises en compte. Les athlètes classés dans les soixante premiers de ce classement mondial chez les hommes ou dans les quarante-cinq premières chez les femmes peuvent prétendre à l'épreuve olympique. Cependant, étant donné que l'épreuve olympique masculine est limitée à trente places et l'épreuve olympique féminine à vingt places, c'est au comité national olympique de chaque nation d'effectuer leurs sélections en fonction des places accordées. Pour les meilleures nations, seuls trois places leur sont accordées, sans cette restriction le Canada pouvait aligner douze skeletoneuses remplissant les critères et l'Allemagne six skeletoneurs remplissant les critères. Ainsi l'Allemande Kathleen Lorenz pourtant quinzième mondiale (mais quatrième Allemande) ne participe pas aux Jeux olympiques au contraire de l'Italienne Costanza Zanoletti, trente-deuxième mondiale mais meilleure Italienne,.
Le tableau ci-dessous montre la liste des athlètes qualifiés pour les Jeux olympiques, c'est-à-dire les soixante meilleurs hommes et les quarante-cinq meilleures femmes. Les athlètes n'ayant aucune chance d'être sélectionné ne sont pas représentés dans le tableau car ils ne font pas partie des meilleurs athlètes de leur nation respective, cependant les athlètes ayant un fond gris dans le tableau ont rempli leurs critères de la FIBT mais ne sont pas sélectionnés par leur comité national.
Chez les hommes, le Suisse Daniel Mächler n'a pas été retenu par le comité national olympique suisse car ce dernier avait imposé le critère suivant : réaliser deux top 10 en coupe du monde 2010. Mälher ne réussit pas à satisfaire le critère de son comité alors qu'il est le Suisse le mieux placé au classement mondial ; déçu, il a alors violemment attaqué son comité par l'intermédiaire de son site internet. Un autre skeletoneur non retenu par son comité olympique est l'Autrichien Markus Penz. Par conséquent, la Suisse et l'Autriche ont renoncé à utiliser toutes les places auxquelles ils avaient droit ; par ailleurs les Pays-Bas ont renoncé à envoyer leurs athlètes qui figuraient pourtant dans les critères de la FIBT – Peter van Wees chez les hommes et Joska Le Conté chez les femmes – permettant à l'Italien Nicola Drocco de prendre part à l'évènement olympique. Ainsi deux places manquent chez les hommes qui comptaient vingt-huit participants au lieu des trente possibles. Enfin, la Grande-Bretagne a préféré sélectionner Adam Pengilly (17e mondial) plutôt que Chris Type (13e mondial), ce dernier s'estimant lésé, tout comme le Japon préférant Shinsuke Tayama (43e mondial) à Hiroyuki Bamba (35e mondial).
Il y a moins de polémiques chez les femmes : hormis les Pays-Bas qui ont renoncé à l'épreuve olympique, toutes les nations ont envoyé les athlètes en fonction des places réservées. La place laissée libre par les Pays-Bas est prise par la Roumanie avec Maria Marinela Mazilu, ce qui a permis de compter vingt participantes à l'épreuve olympique. L'ex-allemande devenue tchèque Michaela Gläßer n'a pu participer car elle n'avait pas encore son passeport tchèque. Une semaine avant les épreuves, le comité olympique des Îles Vierges américaines avait demandé que les deux places non prises chez les hommes puissent être attribuées aux femmes pour permettre à Alexa Putnam d'y prendre part, la FIBT ne donne pas son accord, décision soutenue par le tribunal arbitral du sport.

### Les favoris

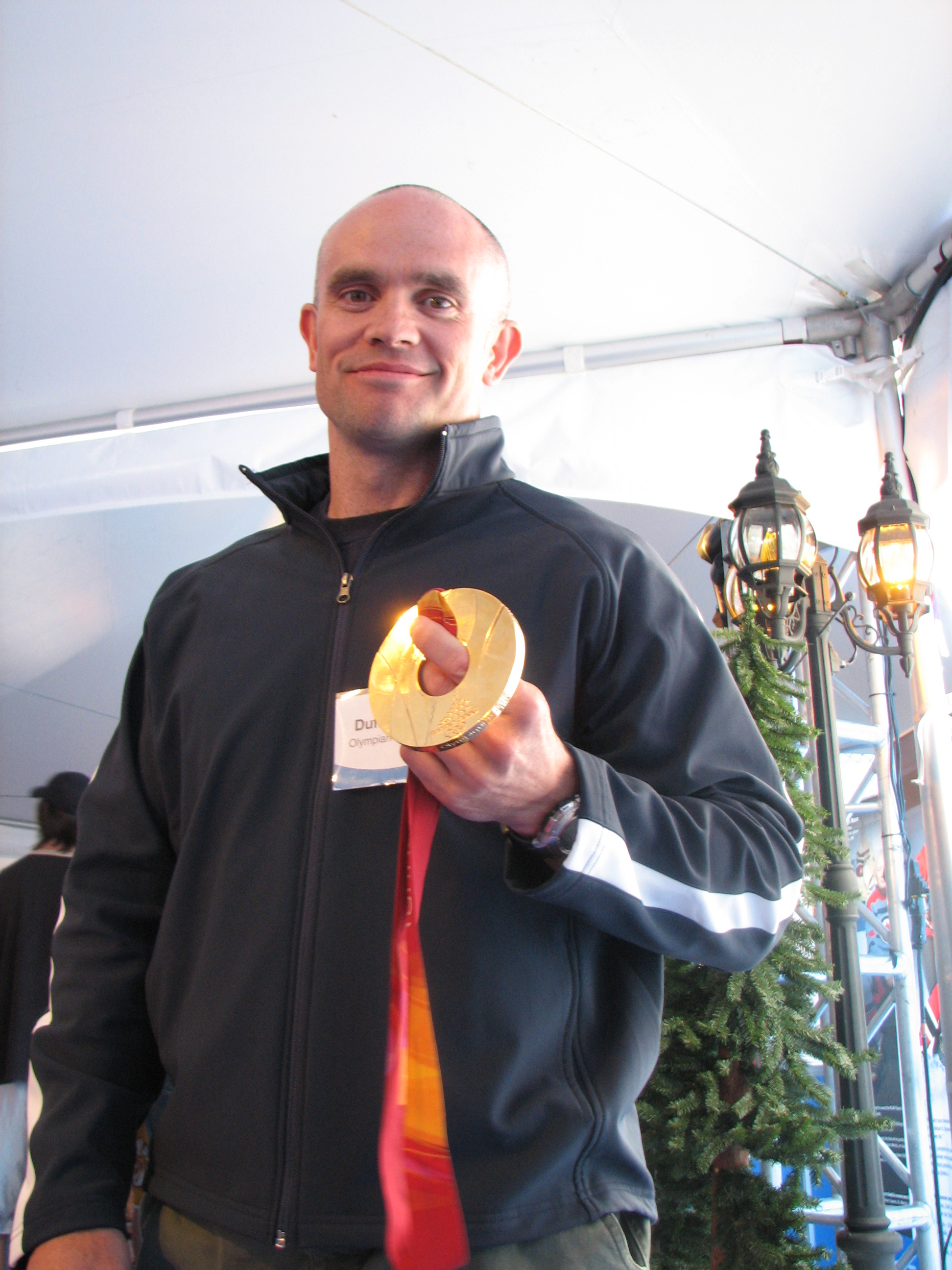
Duff Gibson, vainqueur de l'épreuve masculine en 2006.

Chez les hommes, le tenant du titre Duff Gibson a pris sa retraite sportive au lendemain de son titre olympique en 2006. Le champion du monde en titre Gregor Stähli (41 ans) n'est pas présent en raison d'une blessure à une cuisse en novembre 2009 à Lake Placid lors d'une épreuve de coupe du monde. Le grand favori est le Letton Martins Dukurs qui a remporté quatre des huit épreuves de la coupe du monde 2010 et a remporté la coupe du monde et le championnat d'Europe le 23 janvier 2010, suivent les Allemands Sandro Stielicke (numéro 2 mondial) et Frank Rommel (numéro 3 mondial), ainsi que le Canadien Jon Montgomery (numéro 4 mondial) vainqueur en coupe du monde sur cette piste de Whistler en 2009 qui servait de test pour les futures épreuves olympiques. Durant les trois entraînements avant l'épreuve olympique, les skeletoneurs ont descendu six fois la piste où les Canadiens Montgomery et Michael Douglas ont réalisé les meilleurs temps, les Allemands quant à eux ne réalisèrent que des temps autour de la dixième place.

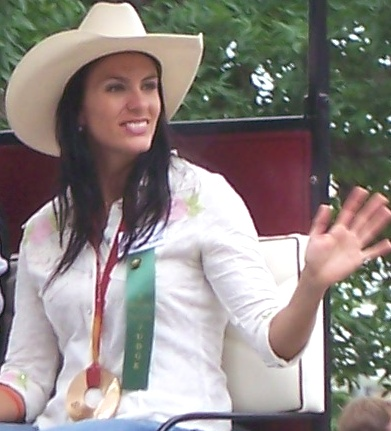
Mellisa Hollingsworth, une des favorites pour le titre olympique.

La situation chez les femmes, selon la coupe du monde, est plus équilibrée que chez les hommes. Quatre skeletoneuses ont remporté deux épreuves de coupe du monde cette année 2010. L'Allemande Kerstin Szymkowiak atteint le podium lors des cinq dernières épreuves de coupe du monde, la Canadienne Mellisa Hollingsworth a remporté la coupe du monde se hissant à sept reprises sur le podium sur les huit épreuves, la Britannique Shelley Rudman termine deuxième de cette coupe du monde, enfin l'Allemande Anja Huber a remporté deux épreuves de coupe du monde dont la dernière mais n'a occupé que le onzième rang du classement final en raison de trois épreuves non disputées. Également, la troisième Allemande engagée, Marion Trott, qui s'est classée quatrième du classement de la coupe du monde et est championne du monde en titre peut prétendre au titre, cependant elle n'a remporté aucune course cette année 2010. Lors des entraînements sur le piste de Whistler, Mellisa Hollingsworth remporte cinq des six entraînements disputés tandis que sa compatriote Amy Gough remporte un entraînement, des bons temps ont également accompagné les passages de Anja Huber, Kerstin Szymkowiak ou la Britannique Amy Williams.
Lors des entraînements, il est devenu clair que les athlètes canadiens disposent de l’avantage d'évoluer à domicile et de connaître parfaitement la piste. Pour exemple, Michael Douglas qui n'est jamais entré dans le top 5 lors d'une épreuve de coupe du monde 2010 réussit les meilleurs temps avec son compatriote Jon Montgomery.

### Discussions autour de la sécurité de la piste

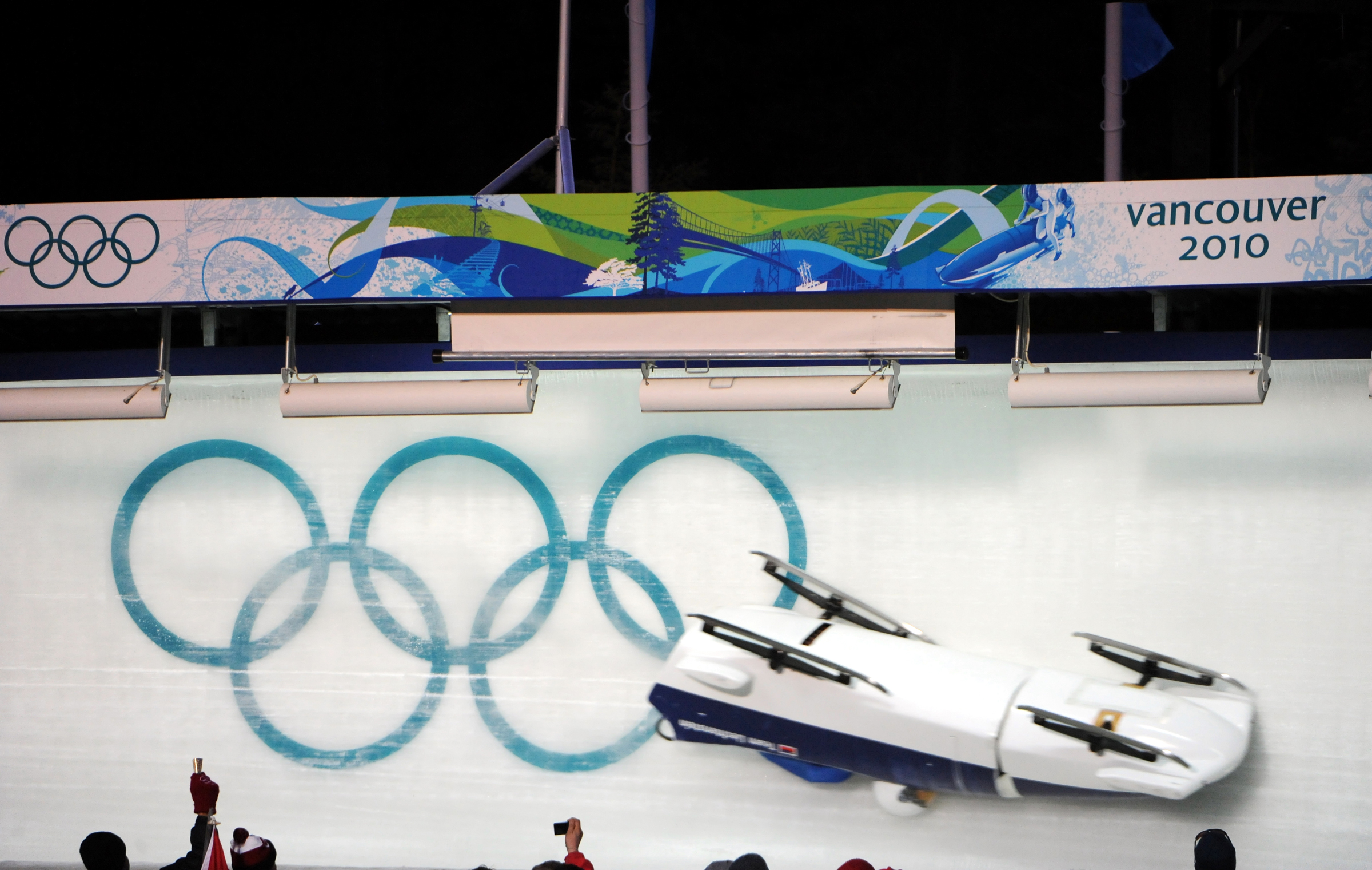
Accident de bobsleigh sur la piste de Whistler.

Avant même le début des entraînements sur la piste de Whistler, diverses critiques étaient formulées, dont notamment la trop grande vitesse que pouvaient atteindre les athlètes. Après plusieurs chutes en bobsleigh et luge,, c'est finalement la mort du lugeur géorgien Nodar Kumaritashvili le jour d'ouverture des Jeux olympiques qui attirent l'attention des médias. Le décès du lugeur amène de nombreuses discussions sur la sécurité dont prennent part les skeletoneurs. Le skeletoneur néerlandais Peter van Wees explique que la luge est plus dangereuse que le skeleton en raison de la forme de l'engin avec lequel ils descendent, les skeletoneurs effectuent moins d'efforts pour bouger leurs corps sur l'engin permettant de chuter moins facilement.

## Calendrier
| Calendrier des épreuves de skeleton | Calendrier des épreuves de skeleton | Calendrier des épreuves de skeleton | Calendrier des épreuves de skeleton | Calendrier des épreuves de skeleton | Calendrier des épreuves de skeleton | Calendrier des épreuves de skeleton | Calendrier des épreuves de skeleton | Calendrier des épreuves de skeleton | Calendrier des épreuves de skeleton | Calendrier des épreuves de skeleton | Calendrier des épreuves de skeleton | Calendrier des épreuves de skeleton | Calendrier des épreuves de skeleton | Calendrier des épreuves de skeleton | Calendrier des épreuves de skeleton | Calendrier des épreuves de skeleton | Calendrier des épreuves de skeleton | Calendrier des épreuves de skeleton |
| Février 2010                        | 12                                  | 13                                  | 14                                  | 15                                  | 16                                  | 17                                  | 18                                  | 19                                  | 20                                  | 21                                  | 22                                  | 23                                  | 24                                  | 25                                  | 26                                  | 27                                  | 28                                  |                                     |
| ----------------------------------- | ----------------------------------- | ----------------------------------- | ----------------------------------- | ----------------------------------- | ----------------------------------- | ----------------------------------- | ----------------------------------- | ----------------------------------- | ----------------------------------- | ----------------------------------- | ----------------------------------- | ----------------------------------- | ----------------------------------- | ----------------------------------- | ----------------------------------- | ----------------------------------- | ----------------------------------- | ----------------------------------- |
| Hommes                              |                                     |                                     |                                     |                                     |                                     |                                     |                                     |                                     |                                     |                                     |                                     |                                     |                                     |                                     |                                     |                                     |                                     |                                     |
| Femmes                              |                                     |                                     |                                     |                                     |                                     |                                     |                                     |                                     |                                     |                                     |                                     |                                     |                                     |                                     |                                     |                                     |                                     |                                     |

|  | Jour de l'épreuve |

## Podiums
| Épreuves                   | Or                   | Argent                   | Bronze                    |
| -------------------------- | -------------------- | ------------------------ | ------------------------- |
| Hommes résultats détaillés | Jon Montgomery (CAN) | Martins Dukurs (LAT)     | Alexander Tretiakov (RUS) |
| Femmes résultats détaillés | Amy Williams (GBR)   | Kerstin Szymkowiak (GER) | Anja Huber (GER)          |

## Résultats détaillés

### Hommes

#### Première et deuxième manches

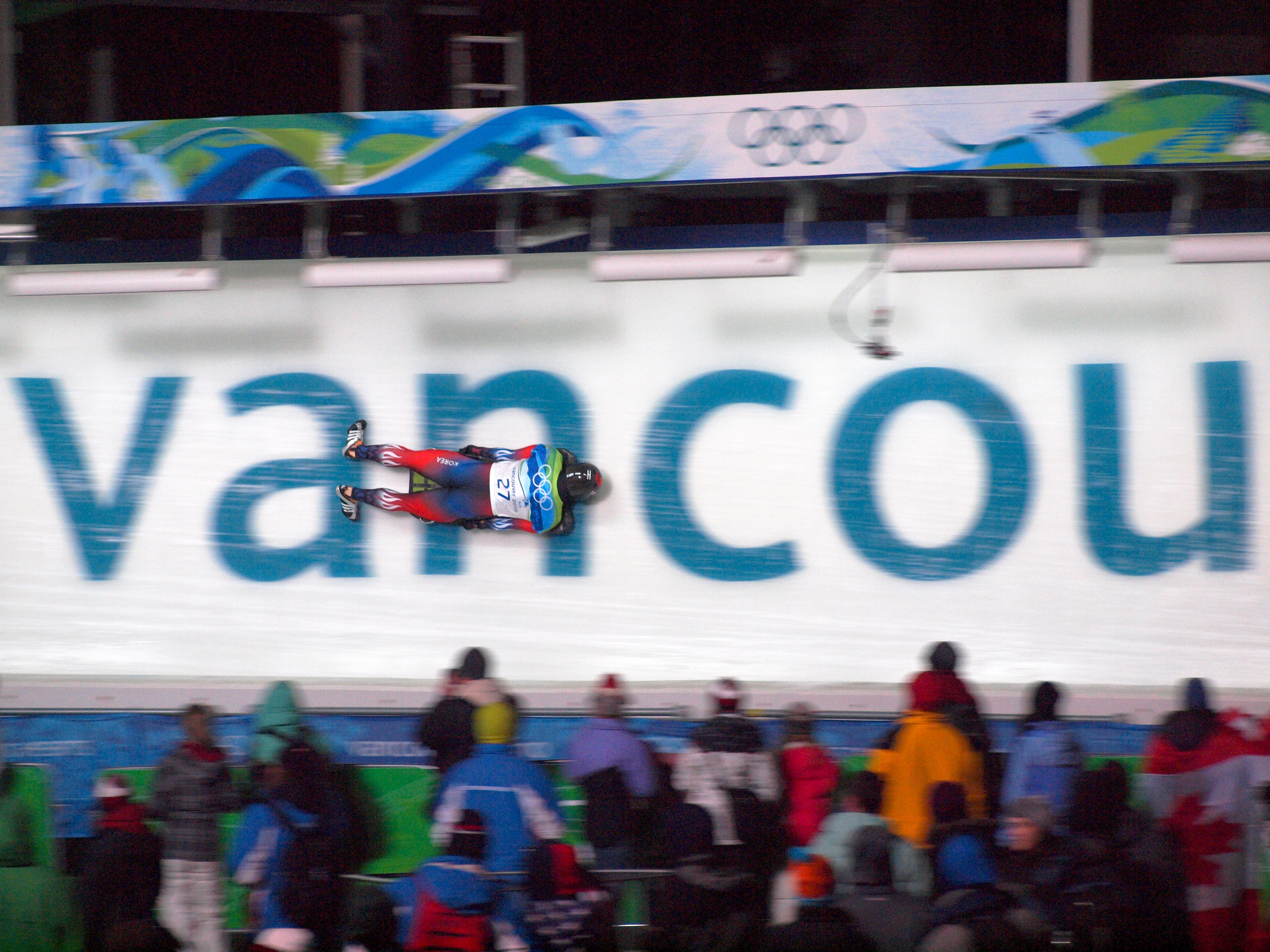
In Ho Cho, skeletoneur sud-coréen dévalant la piste de Whistler.

Les deux premières manches sont disputées le 18 février 2010. L'épreuve masculine compte vingt-huit skeletoneurs issus de dix-sept nations différentes, trois sont issus des États-Unis, Allemagne et Canada qui sont les trois meilleures nations de skeleton chez les hommes. Aux entraînements comprenant six descentes les trois jours précédents l'épreuve olympique, Jon Montgomery réussit les meilleurs temps et affirme son statut de favori. C'est la première fois que le titre olympique se joue sur deux jours avec quatre manches à effectuer. La première manche débute avec les meilleurs skeletoneurs en fonction de leur rang mondial, tandis qu'en deuxième manche, le classement de départ est inversé où les meilleurs skeletoneurs partent en dernier.
Dans la première manche, c'est le Letton Martins Dukurs qui réalise le meilleur temps avec 52 s 32 devant Jon Montgomery et le Russe Alexander Tretiakov qui réalise le meilleur départ. Suivent ensuite l'Autrichien Matthias Guggenberger et le Canadien Michael Douglas qui ne font pas partie du top 10 de la coupe du monde. Parmi les favoris, les Allemands sont absents du top 5, Frank Rommel est sixième et Sandro Stielicke treizième seulement.
La deuxième manche débute par les derniers de la première manche et elle est remportée cette fois-ci par Jon Montgomery devant Martins Dukurs, ce dernier gardant cependant la tête de l'épreuve. La remontée la plus spectaculaire est à l'actif de l'Américain Zach Lund, dixième de la première manche puis troisième de la deuxième manche pour une huitième place à l'issue des deux manches. Il est suivi du Letton Tomass Dukurs (8e de la première manche puis 4e de la deuxième manche pour une 6e place) et du Britannique Kristan Bromley (7e de la première manche puis 5e de la deuxième manche pour une 5e place). En revanche, l'Allemand Frank Rommel fait le 12e temps de la deuxième manche et tombe au neuvième rang.
Au classement Martins Dukurs mène de 1 min 44 s 91 devant Jon Montgomery et compte déjà plus d'une demi-seconde d'avance sur le troisième Alexander Tretiakov. Le titre olympique se joue le lendemain entre les deux premiers. Tretiakov, troisième, doit sa place notamment en raison de son départ puisqu'il réalise le meilleur temps de départ de la première et deuxième manche, toutefois derrière lui cinq skeletoneurs se tiennent à moins de 0 s 15 avec Matthias Guggenberger, Kristan Bromley, Tomass Dukurs, Michael Douglas et Zach Lund. Aucun Allemand n'a de réelle chance de remporter le titre.

#### Troisième et quatrième manche
| Place | Nation          | Athlète               | Temps total   |
| ----- | --------------- | --------------------- | ------------- |
| 1er   | Canada          | Jon Montgomery        | 3 min 29 s 73 |
| 2e    | Lettonie        | Martins Dukurs        | 3 min 29 s 80 |
| 3e    | Russie          | Alexander Tretiakov   | 3 min 30 s 75 |
| 4e    | Lettonie        | Tomass Dukurs         | 3 min 31 s 13 |
| 5e    | États-Unis      | Zach Lund             | 3 min 31 s 27 |
| 6e    | Grande-Bretagne | Kristan Bromley       | 3 min 31 s 30 |
| 7e    | Allemagne       | Frank Rommel          | 3 min 31 s 40 |
| 8e    | Autriche        | Matthias Guggenberger | 3 min 31 s 81 |

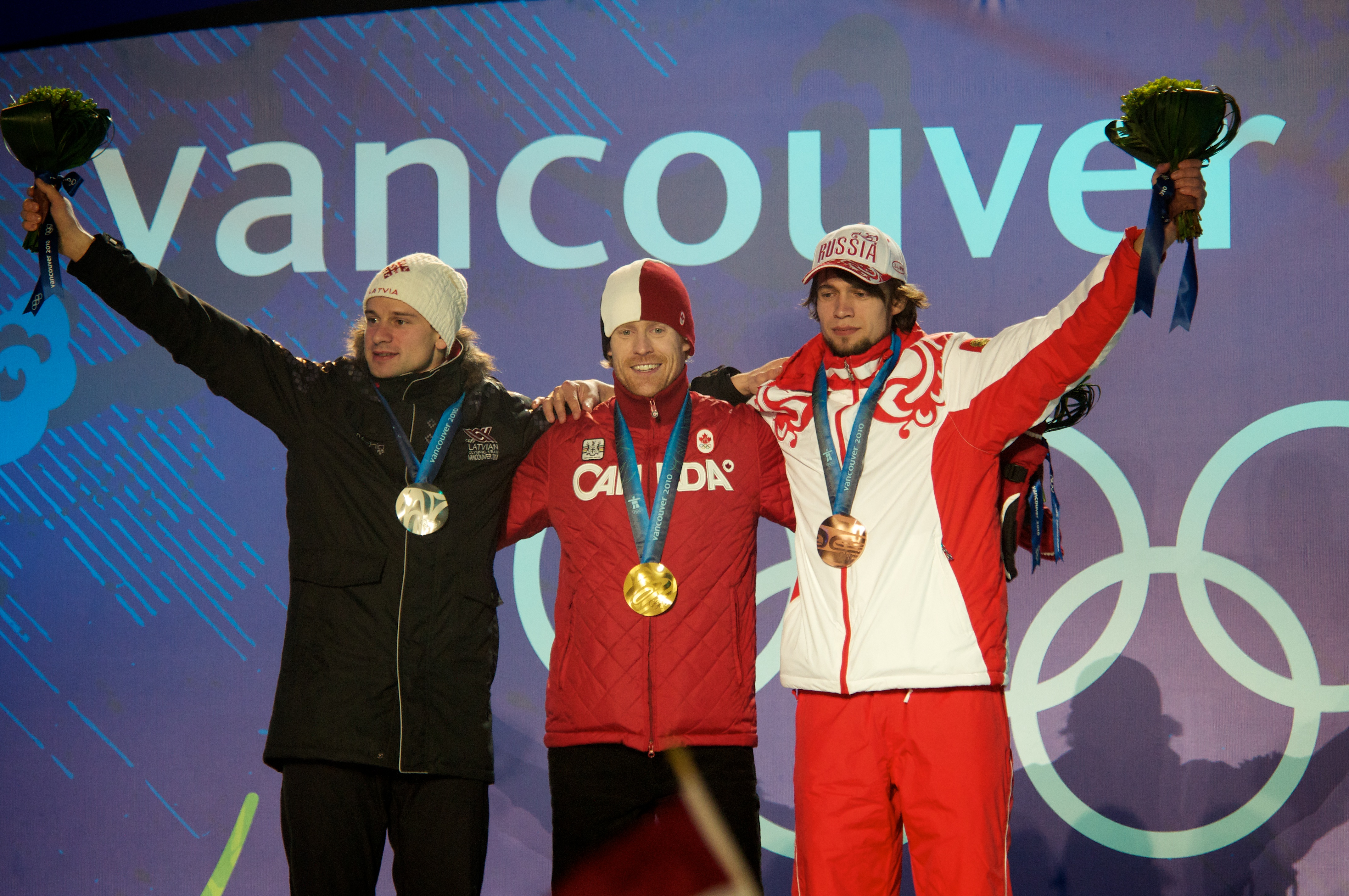
Le podium olympique 2010 avec de gauche à droite : Martins Dukurs, Jon Montgomery et Alexander Tretiakov.

La troisième et quatrième manche se déroulent le 19 février 2010 devant 6 000 spectateurs. Le Néo-Zélandais Iain Roberts (28e et dernier à l'issue des deux premières manches) ne prend pas le départ car il ne se sentait pas à 100 %. Le Canadien Michael Douglas, en course pour une médaille, est quant à lui disqualifié pour avoir été en retard de trois minutes au contrôle du matériel avant le départ pendant qu'il regardait l'épreuve féminine.
Les meilleurs temps des première et deuxième manches débutent la troisième manche. Jon Montgomery réalise le meilleur temps devant Martins Dukurs et Alexander Tretiakov mais le Canadien ne parvient toutefois pas à prendre la tête de l'épreuve tout en se rapprochant du Letton. L'Autrichien Matthias Guggenberger recule au classement en réalisant seulement le 13e temps de la troisième manche. Tous les poursuivants du Russe à la troisième place ont perdu du temps sur lui, le quatrième Tomass Dukurs pointe déjà à quarante centièmes du podium.
Pour la quatrième et ultime manche, seuls les vingt premiers sont autorisés à concourir. La manche débute par le vingtième puis dix-neuvième jusqu'au premier, ainsi le classement est déterminé par les derniers passages. De la troisième place à la huitième place, le classement reste inchangé, Alexander Tretiakov assure la médaille de bronze avec 38 centièmes d'avance sur Tomass Dukurs. Jon Montgomery s'élance avec dix-huit centièmes de retard sur Martins Dukurs et réalise le temps de 52 s 36. Ce dernier ne réalise que 52 s 61 et prend la médaille d'argent comptant sept centièmes de retard sur Montgomery qui remporte la quatrième médaille d'or du Canada lors de ces Jeux olympiques de 2010.

#### Réactions

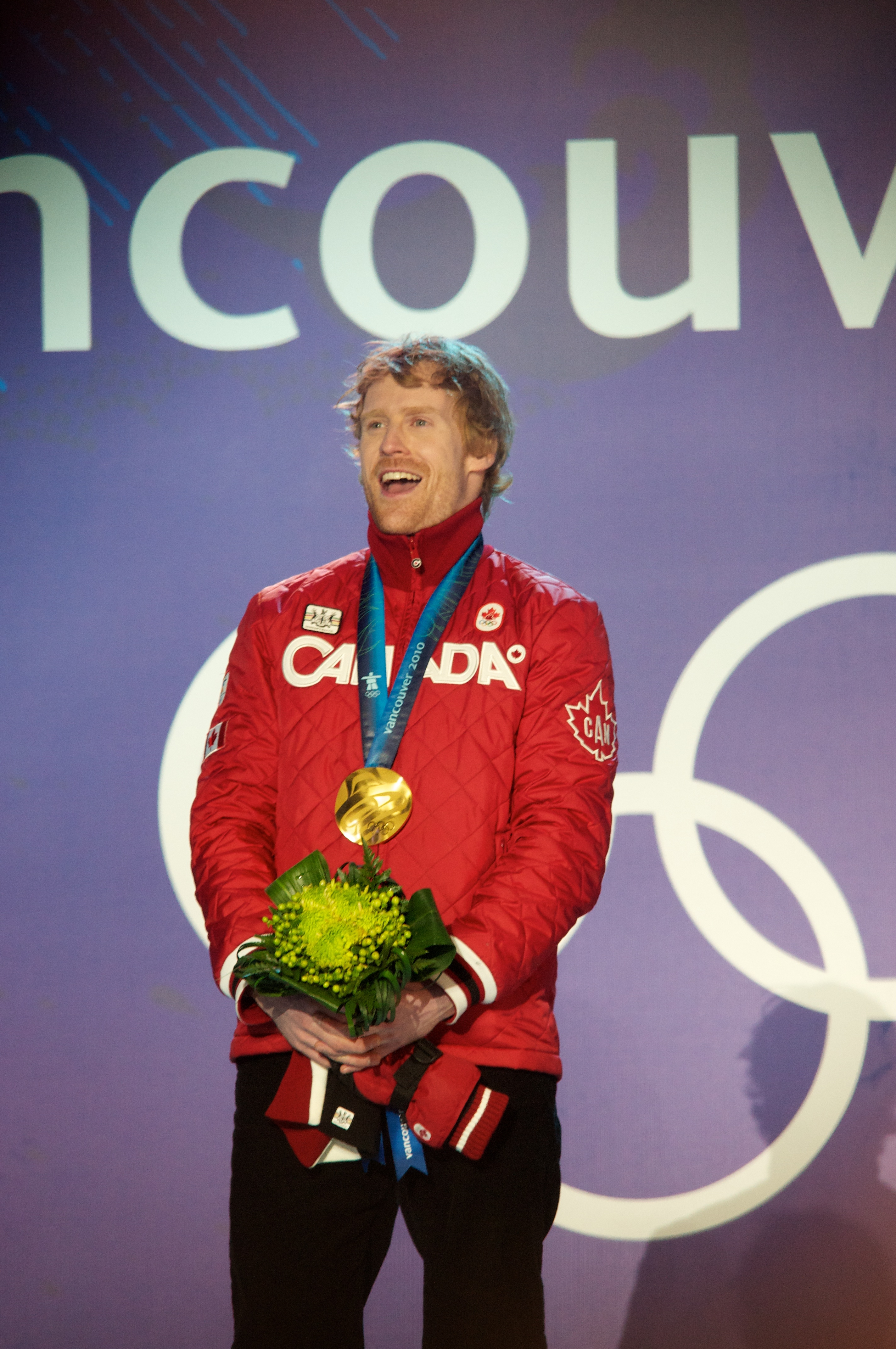
Jon Montgomery, champion olympique 2010.

Les réactions des skeletoneurs sont différentes. Quelques compétiteurs ont immédiatement projeté leurs ambitions sur l'édition olympique de 2014 à Sotchi comme l'Espagnol Ander Mirambell qui dispute ses premiers Jeux olympiques à vingt-sept ans et ambitionne d'améliorer sa performance dans quatre ans (24e à Whistler). En revanche, le Japonais Kazuhiro Koshi disputait à quarante-cinq ans ses derniers Jeux olympiques et met un terme à sa carrière de sportif après cette vingtième place sans pour autant quitter le monde du skeleton puisqu'il souhaite développer sa fédération. Le Britannique Adam Pengilly est quant à lui très mécontent de sa performance (18e seulement) alors qu'il est vice-champion du monde. L'Allemand Sandro Stielicke, plus jeune participant à cette épreuve olympique (23 ans) termine à une dixième place bien qu'il occupât le deuxième rang mondial. L'Autrichien Matthias Guggenberger est lui très déçu, alors qu'il occupe la quatrième place après les deux premières manches, il est finalement relégué au huitième rang.
Le Britannique Kristan Bromley, sixième place, a raté le podium, en raison de mauvais départs à chaque manche ; Zach Lund termine lui cinquième après s'être retrouvé dixième après la première manche, il est donc satisfait de sa remontée. Le Letton Tomass Dukurs qui termine au pied du podium est cependant ravi de voir son frère remporter la médaille d'argent. Le Russe Tretiakov a lui espéré une erreur des deux premiers à chaque manche pour grimper sur une plus haute marche que le bronze. Martins Dukurs, en tête après trois manches, a rétrogradé finalement en deuxième position en raison d'une erreur qui n'offrira pas la première médaille d'or de l'histoire de la Lettonie, mécontent de sa manche mais pas de son résultat. Enfin, Jon Montgomery qui a justifié son statut de favori ne trouvait pas les mots pour décrire sa joie, après l'arrivée de Dukurs, il explose de joie mais s'excuse vis-à-vis du Letton plus tard.

### Femmes

#### Première et deuxième manches

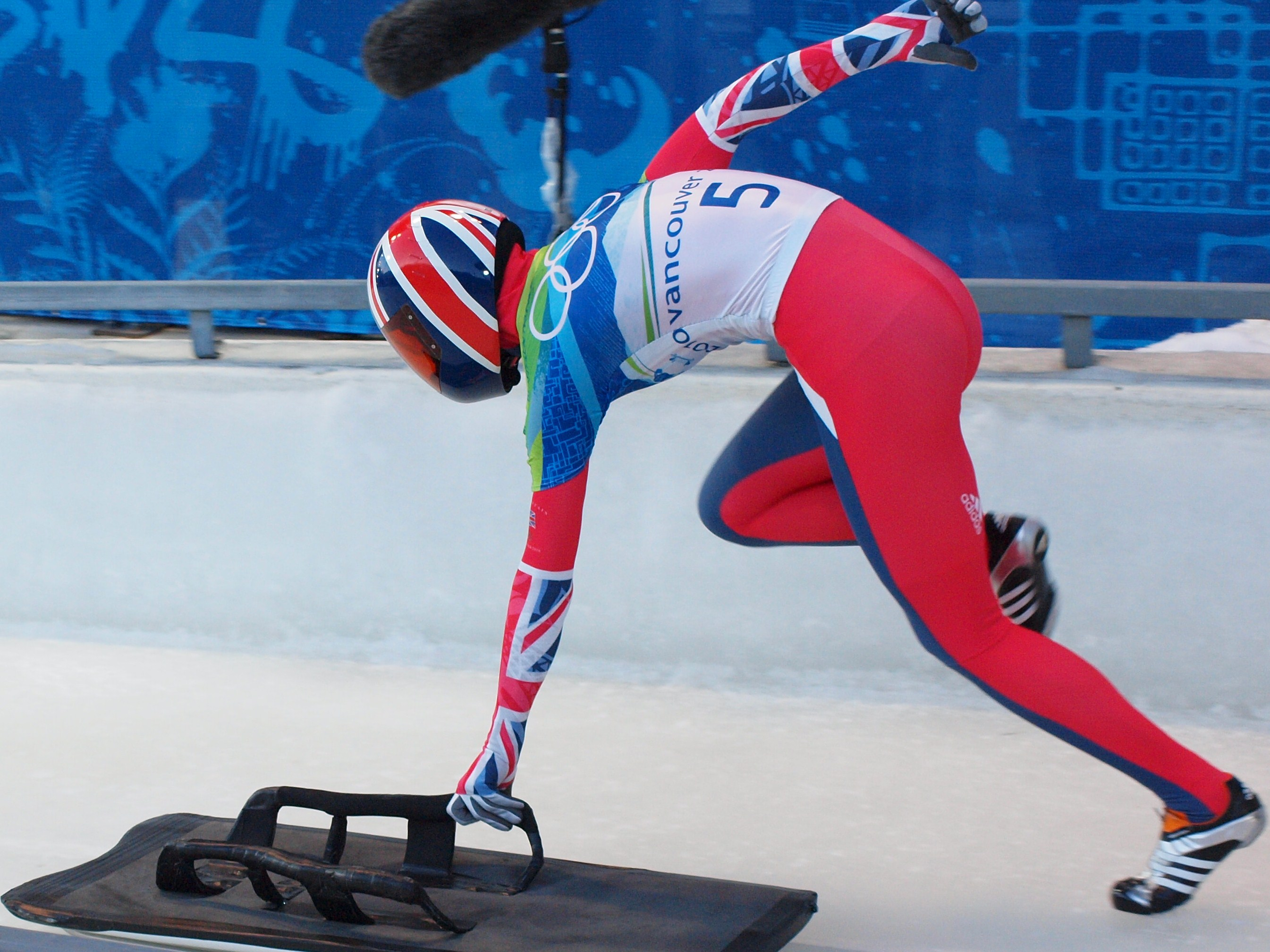
Départ d'Amy Williams aux Jeux olympiques de 2010.

Les première et deuxième manches se disputent le 18 février 2010. Elles sont dix-neuf à concourir au lieu de vingt. La Japonaise Nozomi Komuro est disqualifiée trente-cinq minutes avant le début de l'épreuve car son engin n'est pas conforme aux normes de la FIBT. Le lendemain son entraîneur national a présenté ses excuses publiquement, la même mésaventure arrive à sa compatriote Aya Yasuda en luge. Comme pour les hommes, les skeletoneuses ont eu droits à six descentes d'entraînement où la Canadienne Mellisa Hollingsworth réalise les meilleurs temps. L'épreuve olympique est composée comme chez les hommes de quatre manches, deux par jour. Les leaders du rang mondial ont débuté la première manche.
C'est Mellisa Hollingsworth qui débute en tant que première du rang mondial avec une heure de retard sur le départ prévisionnel en raison de températures élevées ; elle fait un temps de 54 s 18 qui lui permet d'occuper le cinquième rang à l'issue de la première manche. Sur la première manche, c'est la Britannique Amy Williams qui occupe la tête avec 53 s 83, record féminin de la piste, et compte déjà 31 centièmes d'avance sur la deuxième la Canadienne Amy Gough et 32 centièmes sur l'Allemande Kerstin Szymkowiak. La Canadienne atteint également la plus haute vitesse avec 143,3 km/h. Parmi les favorites, la Britannique Shelley Rudman n'est que onzième, l'Allemande Marion Trott neuvième tout comme la tentante du titre la Suissesse Maya Pedersen-Bieri.
À l'issue de la deuxième manche, de gros écarts sont effectués même si une demi-seconde sépare seulement la première Amy Williams à la quatrième Anja Huber, où s'intercalent entre elles Kerstin Szymkowiak et Mellisa Hollingsworth. Shelley Rudman, quant à elle, remonte de la onzième à la huitième place. Amy Gough, pourtant deuxième de la première manche descend à une septième place en raison du onzième temps de la deuxième manche, à l'instar de Marion Trott située à la dixième place ou Maya Pedersen-Bieri à la douzième place.
Ainsi à l'issue des deux premières manches, quatre skeletoneuses peuvent encore prétendre au titre olympique. Malgré sa place de première, Amy Williams estime faire encore des erreurs sur la piste et se prépare aux deux prochaines manches avec des séances vidéo. L'équipe des États-Unis pose une réclamation au sujet du casque de Williams qu'il estime non conforme, réclamation rejetée par la direction de l'épreuve.

#### Troisième et quatrième manches
| Place | Nation          | Athlète               | Temps total   |
| ----- | --------------- | --------------------- | ------------- |
| 1er   | Grande-Bretagne | Amy Williams          | 3 min 35 s 64 |
| 2e    | Allemagne       | Kerstin Szymkowiak    | 3 min 36 s 20 |
| 3e    | Allemagne       | Anja Huber            | 3 min 36 s 36 |
| 4e    | États-Unis      | Noelle Pikus-Pace     | 3 min 36 s 46 |
| 5e    | Canada          | Mellisa Hollingsworth | 3 min 36 s 60 |
| 6e    | Grande-Bretagne | Shelley Rudman        | 3 min 36 s 69 |
| 7e    | Canada          | Amy Gough             | 3 min 37 s 01 |
| 8e    | Allemagne       | Marion Trott          | 3 min 37 s 11 |

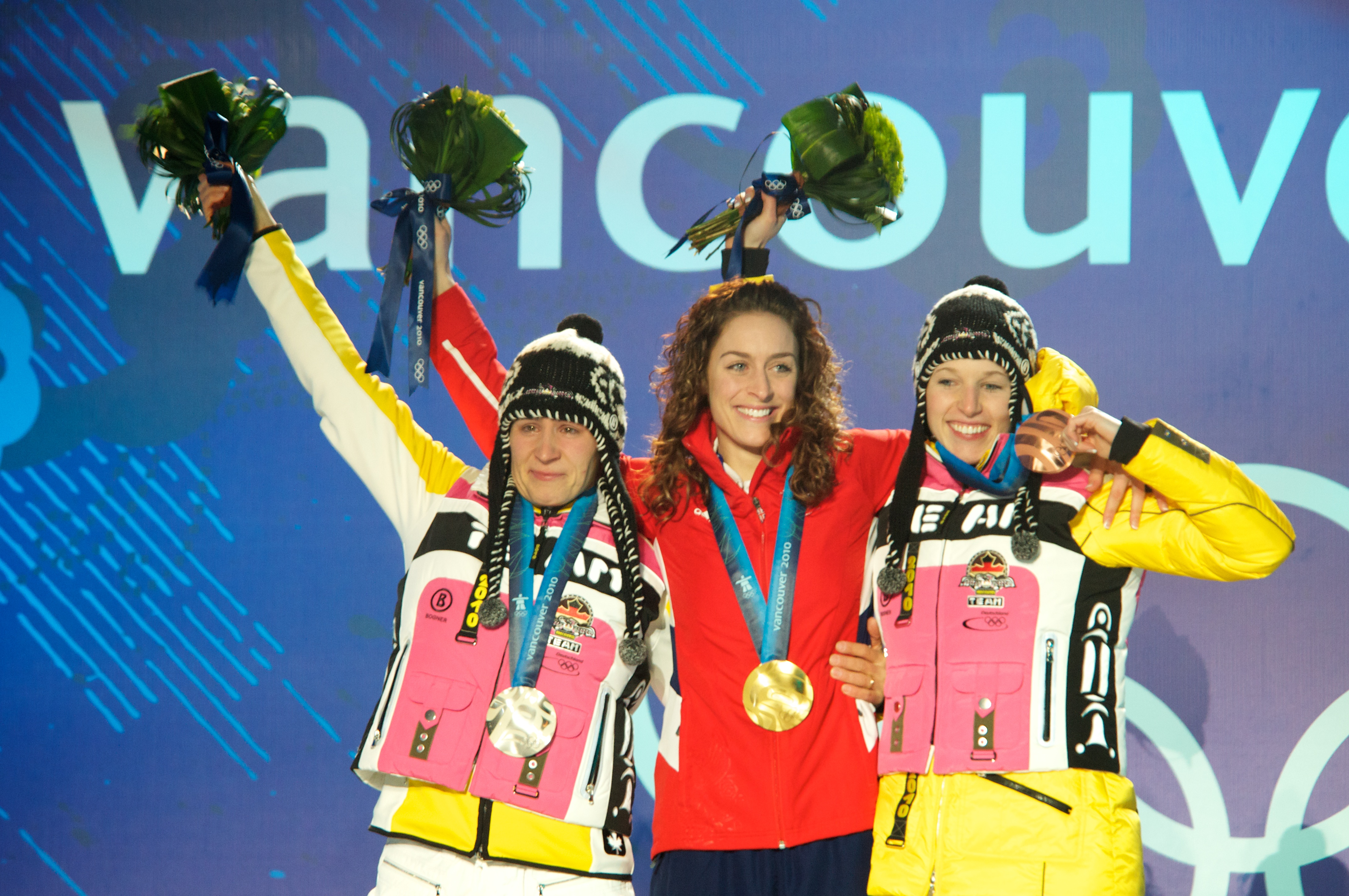
Le podium olympique 2010 avec de gauche à droite : Kerstin Szymkowiak, Amy Williams et Anja Huber.

Contrairement à l'épreuve masculine où la dernière manche n'est pas courue par tous les participants, les dix-neuf skeletoneuses prennent le départ des deux manches finales. Amy Williams accentue son avance après la troisième manche avec de nouveau le meilleur temps (53 s 68) devant Mellisa Hollingsworth et compte une demi-seconde d'avance sur la Canadienne, la troisième revenant à Kerstin Szymkowiak. Ainsi les médailles seront disputées par les cinq premières : Williams, Hollingsworth, Szymkowiak, Noelle Pikus-Pace et Huber. L'Australienne Emma Lincoln-Smith, sixième après deux manches, rétrograde à la dixième place en raison d'une importante faute de trajectoire dans le virage 5.
La manche finale commence par le classement inverse, de sorte que les médailles et le podium sont disputés avec le passage des dernières participantes. Sur cette ultime manche, Shelley Rudman réalise le meilleur temps devant Anja Huber et Maya Pedersen-Bieri. Anja, cinquième avant la manche, réalise donc une remontée dépassant Noelle Pikus-Pace au classement, puis sa compatriote Kerstin Szymkowiak lui passe devant, assurant ainsi une médaille pour l'Allemagne avant le passage de deux dernières participantes : Mellisa Hollingsworth et Amy Williams. Lors de la manche de Hollingsworth, cette dernière effectue de nombreuses fautes de trajectoire, entrant même en contact avec les rebords ; elle réalise le dixième temps de la manche et perd toute chance de médaille en se classant quatrième avant le départ de Williams, et permettant à Anja Huber de remporter une médaille puisque deuxième à cet instant. C'est au tour d'Amy Williams se d'élancer, elle réussit à limiter les erreurs et sécuriser sa descente, elle a le quatrième temps de l'ultime manche mais compte au total 86 centièmes d'avance sur Szymkowiak et offre le premier titre olympique au Royaume-Uni de ces Jeux olympiques 2010, devançant donc les deux Allemandes Szymkowiak et Huber.

#### Réactions
La réaction la plus intense est les excuses de Hollingsworth auprès de sa nation, le Canada, après avoir raté la médaille lors de la dernière manche ; cependant elle compte poursuivre sa carrière avec des objectifs élevés avec en ligne de mire les Jeux olympiques de 2014. Les Allemandes Huber et Szymkowiak sont chacune ravies de leurs médailles en raison des efforts accomplis pour cet objectif. La championne olympique Amy Williams a, quant à elle, du mal à réaliser, estimant qu'elle n'avait pas de pression et que sa seule présence aux Jeux olympiques était déjà en soi une victoire.

## Fins de carrière

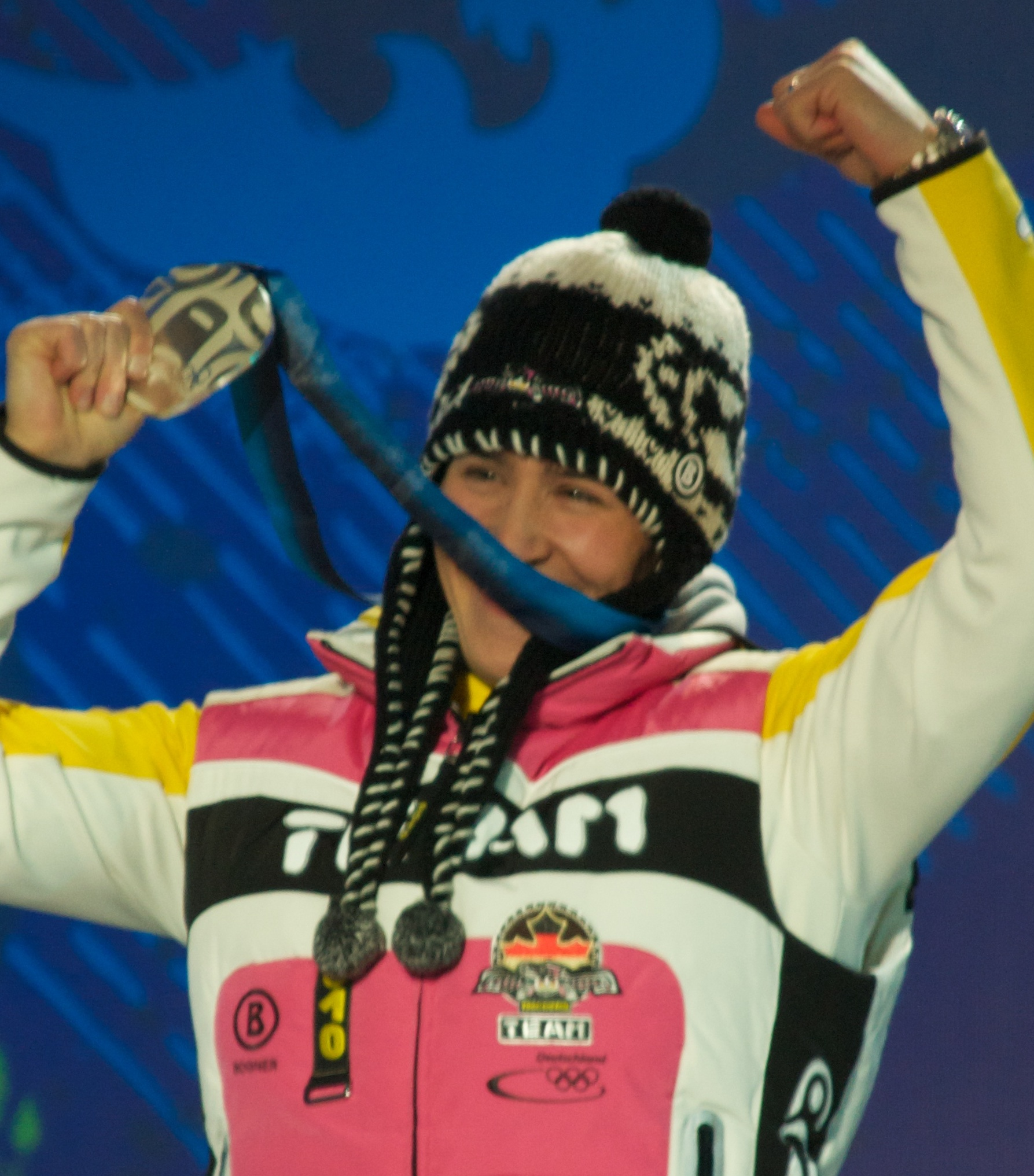
L'allemande Kerstin Szymkowiak, médaille d'argent Skeleton 2010 aux JO de Vancouver

Les Jeux olympiques sont considérés pour la discipline comme l'épreuve reine, il n'est donc pas rare de voir des sportifs annoncer leurs retraites sportives à l'issue de celle-ci. Ainsi le Canadien Jeff Pain (médaillé d'argent en 2006) ou le Japonais Kazuhiro Koshi (deux fois vainqueur d'une épreuve de coupe du monde) annoncent leurs retraites sportives.
Chez les femmes, l'Américaine Noelle Pikus-Pace (27 ans) prend également sa retraite sportive, elle qui n’a pas été qualifiée pour les JO de 2006 et a fait un bébé entre 2006 et 2010. La Suissesse Maya Pedersen-Bieri (championne olympique 2006) fait également ses adieux sportifs pour se concentrer sur sa famille et son travail d'enseignante. La médaillée d'argent Kerstin Szymkowiak met un terme à sa carrière considérant que sa médaille est le sommet de sa carrière malgré des problèmes d'arthrose aux jambes.

## Tableau des médailles
| Rang  | Nation          | Or | Argent | Bronze | Total |
| ----- | --------------- | -- | ------ | ------ | ----- |
| 1     | Canada          | 1  | 0      | 0      | 1     |
| 1     | Grande-Bretagne | 1  | 0      | 0      | 1     |
| 3     | Allemagne       | 0  | 1      | 1      | 2     |
| 4     | Lettonie        | 0  | 1      | 0      | 1     |
| 5     | Russie          | 0  | 0      | 1      | 1     |
| Total | Total           | 2  | 2      | 2      | 6     |